# Антикорпоративний рух
Антикорпоративний рух (англ. Anti-corporate activism) — суспільно-політичний рух, спрямований на обмеження впливу великих корпорацій та захисту інтересів громадян. Він ґрунтується на переконанні, що діяльність транснаціональних корпорацій часто суперечить принципам демократії, соціальної справедливості та сталого розвитку. Активісти критикують корпорації за лобіювання своїх інтересів, ухилення від податків, експлуатацію працівників та забруднення довкілля.

## Ідеологія
Дерегуляція міжнародної торгівлі та фінансів вплинула на традиційні індустріальні економіки та сприяла корпоративній глобалізації. У міру того, як все більше економік переходили до вільних ринків і дерегуляції, влада й автономія корпорацій зростали. Противники корпоративної глобалізації вважають, що уряди потребують більших повноважень, щоб контролювати ринок, обмежити або зменшити владу корпорацій та усунути нерівність доходів, яка зростає. Зазвичай ліві активісти, які виступають проти корпоративної глобалізації, виступають проти влади корпорацій та за зменшення розриву в доходах і покращення економічної справедливості.
Антикорпоративні активісти вважають, що великі транснаціональні корпорації отримали занадто великий вплив, наймаючи лобістів для просування своїх політичних та економічних програм у всьому світі та збільшення корпоративних прибутків.[джерело?]